# Always the Sun
Always the Sun ist ein Lied von den Stranglers aus dem Jahr 1986, das von der Band geschrieben und produziert wurde. Es erschien auf dem Album Dreamtime.

## Entstehungsgeschichte
Die Arbeiten zum Nachfolgealbum des im November 1984 erschienenen Aural Sculpture gestalteten sich für die Stranglers schwierig und dauerten ungewöhnlich lange. Aus Perspektive der Band versuchte der Produzent Laurie Latham, der Band seinen musikalischen Stempel aufzudrücken, während die Band aus Lathams Perspektive schlechtes Songmaterial abgeliefert hatte. Für beide Seiten war die erste Version des von der Band gemeinsam geschriebenen Always the Sun kein Kandidat für eine Singleveröffentlichung. Die Band feilte über Monate am Stück und am Album herum und tauschte zwischendurch Latham gegen den eher unbekannten Produzenten Mike Kemp aus, bis das Material für veröffentlichenswert befunden wurde. Die Plattenfirma Epic Records wählte Always the Sun als zweite Single nach Nice in Nice aus, das im September 1986 veröffentlicht wurde. Always the Sun folgte am 6. Oktober 1986.
Eine neu abgemischte Version des Stücks (Sunny Side Up Mix) wurde am 24. Dezember 1990 veröffentlicht und erreichte im Vereinigten Königreich Platz 29 der Charts, womit es eine höhere Position erreichte als die 1986 veröffentlichte Fassung.

## Rezeption
Zahlreiche Ausstrahlungen im Radio führten dazu, dass das Lied nach Golden Brown zum bekanntesten Lied der Stranglers wurde. Jedoch war die Platzierung in den Charts mit Rang 30 in den britischen Singlecharts eher bescheiden.
Im kontinentalen Europa war das Lied in einigen Ländern hingegen ein größerer Hit und erreichte Platz 15 in Frankreich sowie Platz 16 in Irland.
In seinem Buch The Stranglers Song By Song schrieb Hugh Cornwell, dass er gedacht habe, dass das Lied genauso gut abschneiden könnte wie Golden Brown. Er erinnert sich daran, dass er Mitte der Woche für die Vorhersage der Chartplatzierung bei der Epic-Mutter CBS Records war und von den schlechten Nachrichten überrascht war. Er schrieb auch: „Wir gaben CBS etwas Großartiges, mit dem sie arbeiten konnten und ich konnte im Gesicht des Zuständigen sehen, dass er wusste, dass er nicht die gewünschte Leistung erbracht hatte.“ („We'd given CBS something great to work with and I could see in this guy's face that he knew he hadn't delivered“), was den Eindruck hinterlässt, dass er CBS eine Mitschuld an der schlechten Platzierung gibt.

## Musikvideo
Das Musikvideo zeigt die Band, die das Lied in einem dunklen Raum aufführt. Alle Mitglieder stehen auf separaten, kleinen Bühnen, während der Frontmann Hugh Cornwell unten auf dem Boden steht.
Als Cornwell singt: Who has the fun? Is it always a man with a gun? (deutsch: Wer hat den Spaß? Ist es immer ein Mann mit einem Gewehr?) wird eine Plakette mit einer allegorischen Darstellung der Sonne durch einen Schuss zersplittert.
Nachdem er gesungen hat: „Who gets the job of pushing the knob? That sort of responsibility you draw straws for, if you're mad enough“ (deutsch: Wer bekommt den Auftrag, den Knopf zu drücken? Diese Art der Verantwortung, für die du Streichhölzer ziehst, wenn du verrückt genug bist) drückt er den roten Knopf des Lichtschalters, und dann erstrahlt blendend weißes Licht. Das Video endet, indem die Bandmitglieder die Treppenstufen hinaufgehen und über ein kleines bergähnliches Hindernis dem Sonnenlicht entgegen marschieren.

## Coverversionen
- 2007: P.R. Kantate
- 2009: Martin Klein
- 2014: Get Well Soon

## Sonstiges
In Deutschland wurde das Lied für Werbespots Ende der 1990er-Jahre für das Herforder Pils und 2002 für Golden Toast verwendet.